# فریگوگلس
فریگوگلس (به انگلیسی: Frigoglass) شرکت یونانی تولیدکننده انواع یخچال‌های صنعتی، بطری‌های نوشابه و آبجوی شرکت‌های کوکاکولا، پپسی، کوکاکولا هلنیک، دیاجیو، هاینکن و کارلزبرگ است. 
شرکت فریگوگلس دارای عملیات در کشورهای رومانی، روسیه، یونان، ایالات متحده آمریکا، ترکیه، هند، جمهوری خلق چین، اندونزی، نیجریه و آفریقای جنوبی می‌باشد. دفاتر فروش این شرکت، در کشورهای لهستان، نروژ، جزیره ایرلند، کنیا، فیلیپین، آلمان، فرانسه، مالزی و استرالیا مستقر می‌باشند. 
فریگوگلس همچنین سازنده انواع بطری‌های شیشه‌ای موردنیاز در صنایع داروسازی و کالای لوکس نیز می‌باشد. دفتر مرکزی این شرکت در شهر آتن، یونان قرار دارد و بخشی از سهام آن در بازار بورس آتن دادوستد می‌شود.